# タキザワ
サイクルショップタキザワは、群馬県前橋市国領町に所在する、スポーツ用自転車の専門店である。
メーカー製スポーツ用自転車の完成車・パーツ、用品を販売するほか、自社ブランド「ハープ」（HARP ）で、独自企画の完成車・パーツ、用品類を開発、販売している。
タキザワ製ハープ自転車を使用する塩野絵美選手（東京VERDY所属）が、2006年トライアスロン全日本宮古島大会で優勝を果たした。

## 特色
基本はスポーツ用自転車の専門店であり、当地では老舗として知られる。店舗営業に加えWEBショップも展開し、ことに自社発行のカタログによる通信販売を行うことに特徴がある。また、前橋けいりんを擁する当地の土地柄から、トラック競技用自転車（トラックレーサー）向けパーツの品揃えが充実しており、選手への技術サポートも行っている。
またハープのブランド名で、ロードレーサーや折り畳み自転車を開発し販売している。フレームやパーツは内外の製造会社へ生産委託し、オーダーされた仕様に応じて自社で組み立て完成車としている。在来のクロームモリブデン鋼（クロモリ）に加え、アルミニウムや炭素繊維などの新素材を用いたフレームを積極的に投入し、高性能車を廉価に提供している。HARPのブランドでは、自社企画のサドル、ハンドルバー、ステム、シートポストなどパーツ類や、ヘルメット、ウェア、バッグなど用品類も開発している。

## ブランド名ハープの由来
同社のブランド名ハープは、自転車ホイールのスポークを調整する様子が楽器のハープを演奏する様子に見立てられたところからとられている。なお、同社で組み立てられている手組みホイールは、安価なわりに堅牢かつ正確な仕上がりと評価が高い。なお、一部でいわれている滝沢馬琴に由来するとした話は、間違いらしい。

## 所在地
- 群馬県前橋市国領町2-2-18（本店）
- 群馬県高崎市北原町852（通販センター）